# Circunvalación de Sevilla

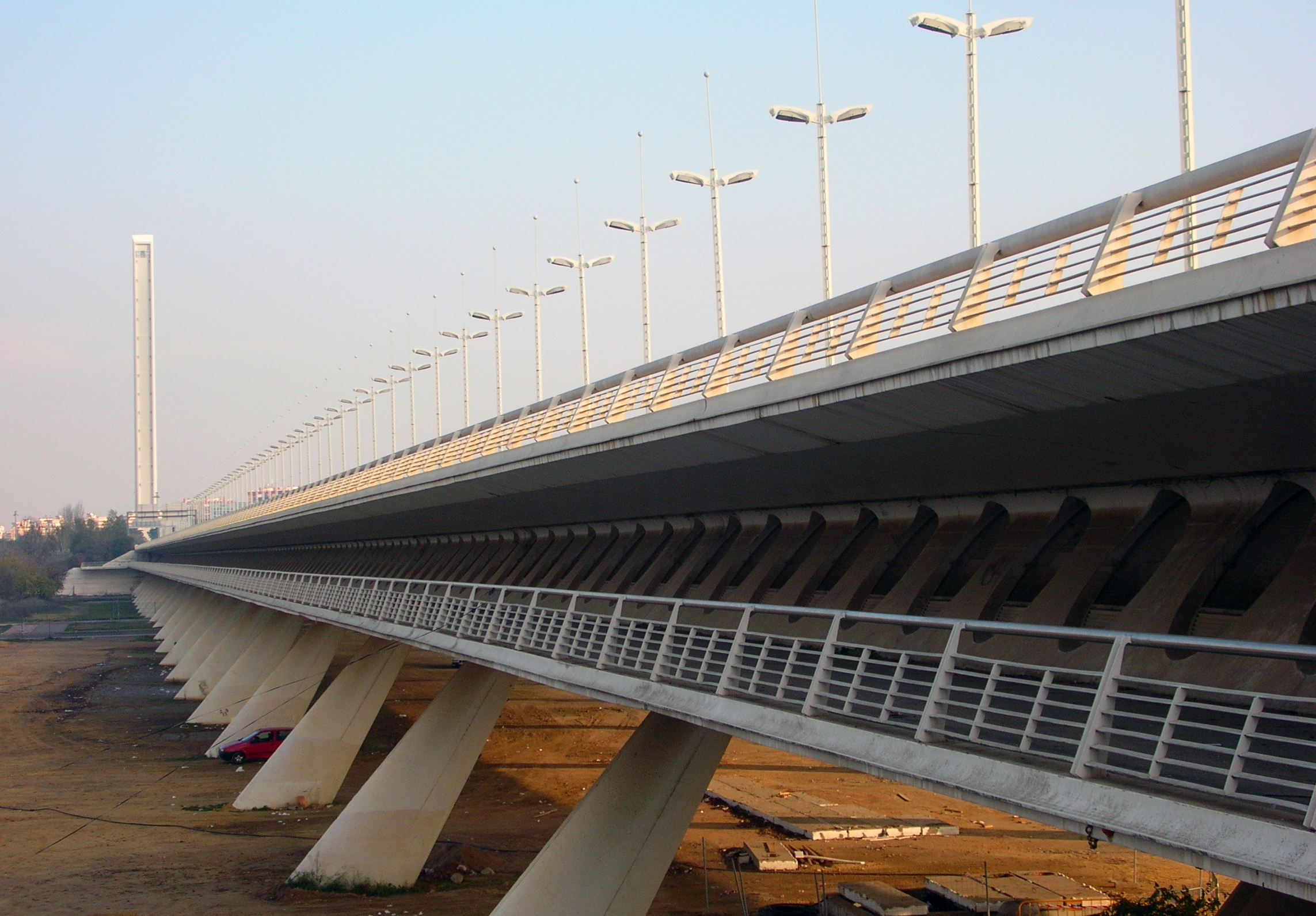
Viaducto de la Cartuja, parte integrante de la vía.

La Autovía de Circunvalación de Sevilla o SE-30 es una autovía de circunvalación, que rodea a la ciudad de Sevilla, capital de Andalucía. Consta de 22,3 kilómetros.

## Características de la SE-30
Actualmente, la SE-30 es el principal distribuidor viario del área metropolitana de Sevilla. Canaliza el tráfico en tránsito y también el tráfico de medio y largo recorrido —nacional o regional— con origen o destino en el área de Sevilla. Pero también es el principal distribuidor de los tráficos metropolitanos, tal como ha mostrado el análisis de los flujos de tráfico. Por su posición urbana y por la propia morfología viaria de la ciudad, la SE-30 es igualmente uno de los principales distribuidores del tráfico urbano de la ciudad.
El inicio se encuentra en el nudo de la Gota de Leche, de vital importancia, que une la propia SE-30, la Ronda Urbana Norte, la A-4, la avenida de Kansas City, y los accesos a Sevilla Este. El siguiente nudo es el que enlaza la avenida de Monte Sierra y la avenida del Alcalde Luis Uruñuela, que da acceso a Sevilla este. A este nudo le sigue el de la A-92 (salida a Antequera, Málaga, Granada, Almería), y la avenida de Andalucía. A continuación podemos encontrar varios accesos a barrios de Torreblanca, La Doctora, Padre Pío, Amate, Palmete, etc., que terminan en el enlace con la A-8028. El siguiente nudo de importancia es el que articula la avenida de la Paz y la A-376 (autovía de Utrera). Le sigue el nudo con la avenida de Bellavista y hacia Dos Hermanas por la N-4 y la avenida de Jerez (continuación de la avenida de la Palmera). El nudo con la A-4 dirección Cádiz y la avenida de la Raza es el siguiente y da acceso al Puerto Este. En este punto la SE-30 cruza el río Guadalquivir mediante el puente del Centenario, puente colgante de gran importancia. Una vez finaliza este nos encontramos con el nudo de la carretera de la Esclusa (SE-31) y de las instalaciones portuarias del Puerto Oeste. La SE-30 se adentra en la dehesa de Tablada, al final de la cual se encuentra el enlace con el muro de defensa que da acceso a Los Remedios, Triana, avenida Juan Pablo II, avenida República Argentina y la isla de la Cartuja. Una vez sobrepasado este nudo se cruza el cauce vivo y, a partir de este momento, nos situamos en el margen derecho del cauce vivo, en el Aljarafe. En cuanto cruzamos el cauce vivo nos encontramos con los accesos metropolitanos a las autovías de Coria del Río (A-8058) y Mairena del Aljarafe (A-8057), que dan acceso a las zonas residenciales metropolitanas de dichos municipios. Más adelante nos encontramos con un nudo de gran importancia que conecta la A-49 y la SE-30. El último gran nudo de la SE-30 conecta con la Ruta de la Plata mediante la autovía A-66 y la antigua carretera N-630 y con los accesos a Santiponce, Itálica y Camas. La autovía finaliza justo en el enlace con la Ronda Norte, SE-20, antes de empezar el viaducto que llega al puente del Alamillo, a partir de ahí la vía es titularidad de la Junta de Andalucía, carretera A-8083 y termina en la glorieta Olímpica.
La SE-30 cuenta en todos sus enlaces con generosos nudos a distinto nivel.
El tráfico es bastante denso debido a la gran cantidad de volumen que maneja, al ser la principal vía de un área metropolitana de 1.500.000 habitantes, más los tráficos regionales y nacionales que atraviesan o tienen como destino el área de Sevilla.

## Tramos
| Denominación | Tramo | Año servicio | km                    |
| ------------ | --- | --- | --------------------- |
| SE-30        | Circunvalación Este Tramo original: Nudo de la Gota de Leche A-4 - Enlace Su Eminencia Ronda Este: Nudo de la Gota de Leche A-4 - Avenida de Jerez Mejora y ampliación Nudo de la Gota de Leche Remodelación y nuevo Nudo de A-376 | 1 carril por sentido: 1970 3 carriles por sentido: 1990 1999 2001                                                                                   | 3,8 8,7 - -           |
| E-803 SE-30  | Circunvalación Suroeste Tramo: Avenida de Jerez - Puente del Centenario Este Tramo: Nudo de Bellavista A-4 Tramo original: Puente del Centenario Ampliación parte central de Puente del Centenario Mejora de señalización de Puente del Centenario Remodelación de Puente del Centenario Tramo: Puente del Centenario Oeste - Nudo de Juan Carlos I N-630 | 1991 1998 2 carriles por sentido: 1991 1 carril reservible central: 1992 1994 3 carriles por sentido: En obras (conclusión retrasada a 2026) 1991   | 1,8 - 0,8 2,9         |
| E-803 SE-30  | Circunvalación Oeste Tramo: Nudo de Juan Carlos I N-630 - Camas A-66 N-630 Tramo original: Puente Rey Juan Carlos I Tramo original: Puente Reina Sofía Remodelación del Puente Rey Juan Carlos I Ampliación del Puente Reina Sofía Primera remodelación de Nudo de La Pañoleta Segunda remodelación de Nudo de La Pañoleta                                | 1992 2 carriles por sentido: 1981 3 carriles de sentido único: 1992 5 carriles de sentido único: 1992 4 carriles de sentido único: ¿2003? 2004 2022 | 6 0,8 0,9 0,8 0,9 - - |
| SE-30        | Paso territorial San Lázaro-Camas Tramo: Camas A-66 N-630 - Isla de la Cartuja A-8083 SE-20 Remodelación enlace de la Isla de la Cartuja SE-20 | 1992 1999 | 2,2 -                 |

## Sectores e historia

### Plan general y los orígenes
Los orígenes de la SE-30 planificaron como una circunvalación exterior de Sevilla en 1946 y lo que define según el Plan General de 1946:
| La red arterial viaria que articulaba esta estructura de ciudad presentaba un trazado radiocéntrico, mediante tres arcos transversales que enlazaban las vías radiales principales. Estos arcos eran los siguientes: - La circunvalación exterior de la ciudad en forma de orbital cerrado. - La ronda intermedia, siguiendo el trazado del cauce del arroyo del Tamarguillo, que ya entonces se pretendía desplazar al exterior de la zona urbana. - La ronda primera que se iniciaba en la carretera N-630, junto a las instalaciones actuales de Tablada, continuaba por el Puente de Alfonso XIII a través del trazado que ahora conformarían las calles Avda. Felipe II, Avda. Luis de Morales y calle José Laguillo. |

Los siguientes planes con varias modificaciones:
- La red viaria del Plan General de 1946
- La red viaria del Plan General de 1963
- La red arterial viaria de Sevilla de 1965
- El Avance del Plan General de la Comarca de Sevilla de 1972
- La red viaria arterial de 1975
- El Plan General de 1987

En el Plan General de 1987, tras varias modificaciones de los anteriores planes:
| Circunvalación exterior de la ciudad La propuesta de circunvalación exterior SE-30 se interpretó como la conexión sur entre los accesos de Madrid y Huelva, uniendo entre sí al mismo tiempo los accesos de Málaga, Utrera y Cádiz. Su estructura en anillo abierto por el Norte al considerarse la debilidad de este territorio para admitir un arco norte de circunvalación, resultó a la larga una propuesta equivocada, habida cuenta del potente eje que constituye el paso territorial del Alamillo, no previsto en la red arterial del Plan del 87, lo cual supuso funcionalmente que la ronda urbana norte actuase como circunvalación en el norte de la ciudad cuando sus intersecciones no estaban preparadas para ello. La nueva circunvalación finalizaba en el enlace de Juan Carlos I, donde confluían los accesos a la ciudad desde el Oeste. El cruce sobre la dársena portuaria se consideró mediante la construcción de un nuevo puente atirantado, como principal innovación estructural sobre las redes viarias anteriores. En la margen derecha del río se establecían las conexiones con los municipios del Aljarafe centro y sur, junto con el tramo de dicha circunvalación en paralelo al río por la margen derecha, hasta conectar con las carreteras A-49 (acceso de Huelva) y N-630 (acceso de Mérida). |

Este plan fue aprobado a finales de 1987, con lo que sigue el convenio de 1986 y sujetado las modificaciones del proyecto de la circunvalación de Sevilla.

### Convenio de 1986
El 11 de enero de 1986, el Ministerio de Obras Públicas y Urbanismo, la Junta de Andalucía y el Ayuntamiento de Sevilla suscribieron el convenio de las 14 actuaciones para las obras de las infraestructuras de las nuevas circunvalaciones, rondas y accesos a Sevilla. Se invertirán un total de 16.710 millones de pesetas, de los 11.200 millones de pesetas aportarán al Ministerio de Obras Públicas y Urbanismo, más otros 3.200 millones de pesetas para actuaciones específicas de la Expo '92, mientras que al Ayuntamiento de Sevilla y a la Junta de Andalucía corresponderán los 2.310 millones de pesetas restantes. Básicamente, el convenio permitirá la construcción de la Ronda de Circunvalación de la ciudad por el Sur, varios puentes sobre el río, algunos tramos de rondas urbanas como el del Tamarguillo o la Norte y el acondicionamiento de los accesos a la Corta de la Cartuja.
Se había previsto la duración de las obras entre 2 y 3 años, según lo que anunciaron el vicepresidente del Gobierno, Alfonso Guerra, todas las obras contempladas serán adjudicadas en un plazo máximo de 18 meses con estas 14 actuaciones. Hubiera previsto el inicio de obras en el mismo año de que suscribieron el convenio, con lo que dejaría la última adjudicación de obras para finales de verano de 1987. Originalmente las 5 de las 14 actuaciones contaba con la Circunvalación de Sevilla (SE-30):
Circunvalación Este
| Tramo entre la A-4 dirección Madrid y la A-92. Coste inicial de presupuesto para las obras: 1.000 millones de pesetas |

Circunvalación Sureste
| Tramo entre la A-92 y la Avenida de Jerez (antigua N-4 dirección Cádiz). Coste inicial de presupuesto para las obras: 2.000 millones de pesetas |

Circunvalación Suroeste
| Tramo entre la Avenida de Jerez (antigua N-4 dirección Cádiz) y la Avenida de Blas Infante (incluyendo los accesos al puerto por ambas márgenes). Contado con el Puente del Centenario, la mayor inversión de las obras de este tramo. Coste inicial de presupuesto para las obras: 7.500 millones de pesetas |

Circunvalación Oeste
| Tramo entre la A-8058 y la A-49. Coste inicial de presupuesto para las obras: 700 millones de pesetas |

Travesía de la Corta de la Cartuja y puente de acceso a San Jerónimo
| Tramo entre la A-66 y el Puente del Alamillo, excluyendo la variante de Camas. Coste inicial de presupuesto para las obras: 1.000 millones de pesetas (parte de financiación específica de la Expo '92) |

Se había anunciado de que algunas actuaciones empezaron las obras y lo que quedaron pendiente de las otras a ejecutar en el mismo año para que pueda finalizar las obras en el año 1991.

### Retrasos y problemas
Ha habido motivos económicos y presupuestarios de que generaron unos cuantos retrasos de las adjudicaciones de las obras para todos los tramos, cuando había previsto iniciar las obras en el año 1986, el primer tramo de la Circunvalación Este y el año siguiente, previsto iniciar varios tramos como: la Circunvalación Sureste, Circunvalación Oeste y la Travesía de la Corta de la Cartuja y puente acceso en San Jerónimo. Sin anunciarse la fecha prevista de las obras de la Circunvalación Suroeste (contaba el Puente del Centenario). 
En octubre de 1987, empezaron a presionar al Ministerio de Obras Públicas y Urbanismo denunciado los retrasos del inicio de las obras de los primeros tramos, por lo que este mismo año, estaba en fase de redacción de proyecto y estará listo para el año 1988.

### Primeras obras
Los problemas continuaron hasta finales de 1988, cuando acordaron el tema de las alegaciones de las expropiaciones, anunciaron el inicio de obras, previsto para finales de diciembre de 1988. A principios de 1989, con esta última denuncia sobre los nuevos retrasos de las obras había anunciado por el ministro Javier Sáenz de Cosculluela, la marcha de las obras retrasadas de la Circunvalación Sur y el Puente del Centenario con el ritmo previsto.
El primer tramo de la Circunvalación Este, añadido con los siguientes tramos hasta Sur, iniciaron las obras sobre los principios de 1989, avanzaron a ritmo previsto en las siguientes fechas de 1989: Y en septiembre de 1989, anunciaron las últimas adjudicaciones de las obras, la Circunvalación Oeste, en el tramo entre la autovía de San Juan de Aznalfarache y Camas (A-8058 a la A-66), con esta fecha había adjudicado todas las obras con 3 años de retraso desde la firma de convenio del año 1986.

### Inauguraciones
El primer tramo (Circunvalación Este) fue puesto en servicio, sin inauguración oficial, fue en junio de 1990, entre el Nudo de la Gota de Leche (A-4) y la Avenida de Jerez (antigua carretera N-4). A finales de 1991 había inaugurado el Puente del Centenario y el tramo (Circunvalación Sur) entre la Avenida de Jerez (antigua carretera N-4) y el Nudo de Los Remedios. Con el Puente de la Corta fue inaugurado en marzo de 1992 cruzado entre la A-66 y el Puente del Alamillo y por último, el tramo (Circunvalación Oeste) fue inaugurado el día anterior de la Expo '92, en el tramo entre el Nudo de San Juan de Aznalfarache y la Autovía Ruta de la Plata.
Con el coste final de las inversiones en obras:
Circunvalación Este
| Tramo entre la A-4 dirección Madrid y la A-92. Coste final de presupuesto para las obras: 1.200 millones de pesetas |

Circunvalación Sureste-1
| Tramo entre la A-92 y la A-376. Coste final de presupuesto para las obras: 2.600 millones de pesetas |

Circunvalación Sureste-2
| Tramo entre la A-376 y la Avenida de Jerez (antigua N-4 dirección Cádiz). Coste final de presupuesto para las obras: 900 millones de pesetas |

Circunvalación Suroeste
| Tramo entre la Avenida de Jerez (antigua N-4 dirección Cádiz) y la Avenida de Blas Infante (incluyendo los accesos al puerto por ambas márgenes). Contado con el Puente del Centenario, la mayor inversión de las obras de este tramo. Coste final de presupuesto para las obras: 10.335 millones de pesetas |

Circunvalación Oeste
| Tramo entre la A-8058 y la A-49. Coste final de presupuesto para las obras: 1.400 millones de pesetas |

Travesía de la Corta de la Cartuja y puente de acceso a San Jerónimo
| Tramo entre la A-49 y el Puente del Alamillo, incluyendo el paso por la A-66. Coste final de presupuesto para las obras: 6.000 millones de pesetas (incluyendo la variante de Camas hasta el Nudo de La Pañoleta de la A-49) |

Sumando en total de 22.435 millones de pesetas en las 6 actuaciones de obras.

## Salidas
| Sevilla Los Remedios |

| Sevilla av. La Palmera |

| Sevilla Mercasevilla |

| Sevilla Mercasevilla |

| Sevilla avenida Montes Sierra |

| Sevilla avenida Montes Sierra |

| Sevilla avenida Kansas City |